# بازی جاویدان

پویانمایی بازی

بازی جاویدان یک بازی شطرنج بود که توسط آدولف آندرسن و لیونل کیزریتسکی در ۲۱ ژوئن ۱۸۵۱ و در هنگام زمان استراحت مسابقات شطرنج سال ۱۸۵۱ میلادی، در لندن انجام شد. آندرسن دست به قربانی های ‌جسورانه‌ای زد تا برندهٔ یکی از معروفترین بازی‌های شطرنج تاریخ شود. او هر دو رخ، یک فیل و وزیرش را از دست داد و با سه مهرهٔ کم‌اهمیت باقی‌مانده حریف خود را کیش مات کرد.